# Steven Moffat

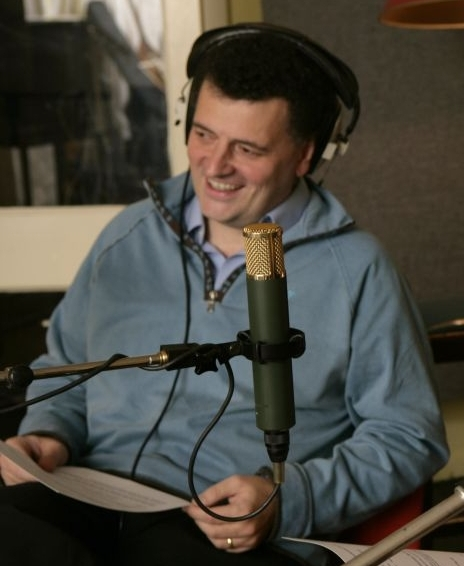
Steven Moffat

Steven Moffat, OBE (Paisley (Schotland), 18 november 1961) is sinds de late jaren tachtig schrijver van televisieprogramma's. Hij is bekend van de serie Coupling (die volgens kenners bij de betere Britse comedy van de laatste jaren gerekend mag worden) en als hoofdschrijver (2010-2017) van Doctor Who. Hij is ook een co-creator van de serie Sherlock op de BBC, samen met Mark Gatiss.
Zijn eerste werk voor de televisie was de drama-jeugdreeks Press Gang. Later gebruikte hij zijn eigen ervaringen uit het begin van zijn relatie met televisie producent Sue Vertue om de komische reeks Coupling te schrijven. Hij werkt ook als co-creator van "Dracula" dat begin 2020 verschenen is.
Hij won vele prijzen, waaronder de BAFTA en Hugo Awards voor enkele afleveringen van Doctor Who. Hij verzorgde ook deels het script voor de eerste Kuifje-film voor regisseurs Steven Spielberg en Peter Jackson. Zijn bijdrage aan deze film brak hij af om de job van Russell T Davies over te nemen als hoofdschrijver van de series vijf, zes en zeven van Doctor Who.
- Bibsys: 11074958
- Biblioteca Nacional de España: XX4830226
- Bibliothèque nationale de France: cb159428018 (data)
- Catàleg d'autoritats de noms i títols de Catalunya: 981058507661606706
- CiNii: DA17771253
- Gemeinsame Normdatei: 1030483973
- International Standard Name Identifier: 0000 0000 7826 5464
- Library of Congress Control Number: no2005009086
- MusicBrainz: d26136af-3fed-48b7-84ec-dc2397d4e4bf
- Bibliotheek van het Japanse parlement: 001095451
- Nationale Bibliotheek van Tsjechië: mzk2011670190
- Nederlandse Thesaurus van Auteursnamen: 338874445
- Système universitaire de documentation: 160389704
- Virtual International Authority File: 78803816
- WorldCat: E39PBJB8tj4jwypWy8x4XdMXVC